# Бонита Спрингс (Флорида)
Бонита Спрингс (енгл. Bonita Springs) град је у америчкој савезној држави Флорида. По попису становништва из 2010. у њему је живело 43.914 становника.

## Демографија
Према попису становништва из 2010. у граду је живело 43.914 становника, што је 11.117 (33,9%) становника више него 2000. године.
| Група             | 2000.          | 2010.          |
| Белци             | 26.669 (81,3%) | 32.980 (75,1%) |
| Афроамериканци    | 118 (0,4%)     | 352 (0,8%)     |
| Азијати           | 123 (0,4%)     | 449 (1,0%)     |
| Хиспаноамериканци | 5.615 (17,1%)  | 9.877 (22,5%)  |
| Укупно            | 32.797         | 43.914         |